# Reach Records
Reach Records — американський незалежний звукозаписний лейбл, що спеціалізується на християнському хіп-хопі. Лейбл був заснований у 2004 році Беном Уошером та хіп-хоп виконавцем Lecrae. Окрім Lecrae, список Reach Records включає таких виконавців, як Tedashii, Trip Lee, Andy Mineo, 1K Phew, WHATUPRG, Wande та Hulvey. Хіп-хоп колектив 116 діє під лейблом і складається переважно з сольних виконавців лейблу. Артисти Sho Baraka, Derek Minor, Aha Gazelle, KB і Gawvi раніше були підписані на лейбл, а DJ Official був під лейблом до своєї смерті.

## Історія
Reach Records була заснована в Далласі в 2004 році, коли 25-річний репер-аматор на ім’я Lecrae об’єднався з Беном Уошером, другом, якого він зустрів під час молодіжного служіння. За словами Lecrae, знаючи, що люди наслідують музикантів, яких вони чують, мало сенс створити «міський» лейбл з християнськими цінностями.
13 січня 2016 року Reach Records оголосила, що один із штатних продюсерів Gawvi, раніше відомий як G-Styles, підписаний як офіційний виконавець, і що він випустить свій перший студійний альбом We Belong. Він був випущений у березні 2017 року. Gawvi був виключений з лейбла в лютому 2022 року після того, як після його розлучення у 2020 році з’явилися звинувачення в тому, що він надсилав кільком жінкам небажані фотографії відверто сексуального характеру.